# Afghan breakdown
Afghan breakdown (in russo Афганский излом?, Afganskij izlom) è un film sovietico del 1990, diretto da Vladimir Bortko e interpretato da Michele Placido, ambientato alla fine della guerra in Afghanistan (1979-1989).

## Trama
Ultimo anno del conflitto in Afghanistan: il maggiore Miša Bandura e i suoi uomini combattono contro i ribelli afghani guidati da Adil, un ex pastore divenuto il capo di un gruppo violento di mujaheddin.
Le autorità supreme sovietiche di Mosca intendono chiudere una volta per tutte questo sanguinoso capitolo di guerra che ormai ha ridotto allo stremo entrambe le parti e finalmente arriva l'ordine di cessare i combattimenti. Durante la ritirata, il gruppo di Bandura viene attaccato a tradimento da un altro gruppo di terroristi afghani con lo scopo di dare la colpa alla guerriglia di Adil.
Il quartier generale vede questa aggressione come una minaccia, così il villaggio di Adil viene distrutto senza risparmiare nessuno. Molte le vittime tra anziani, donne e bambini, anche molti soldati sovietici vengono uccisi in combattimento; mentre Bandura, depresso dal rimorso, si lascia uccidere da un bambino al quale ha sterminato per errore tutta la famiglia.

## Accoglienza
Nel 1991 il film venne proiettata nell'Umbria Fiction, a Gubbio.
Il film era l'unica produzione italo-sovietica, prima della dissoluzione dell'Unione Sovietica.